# Carl Reinhold Sahlberg

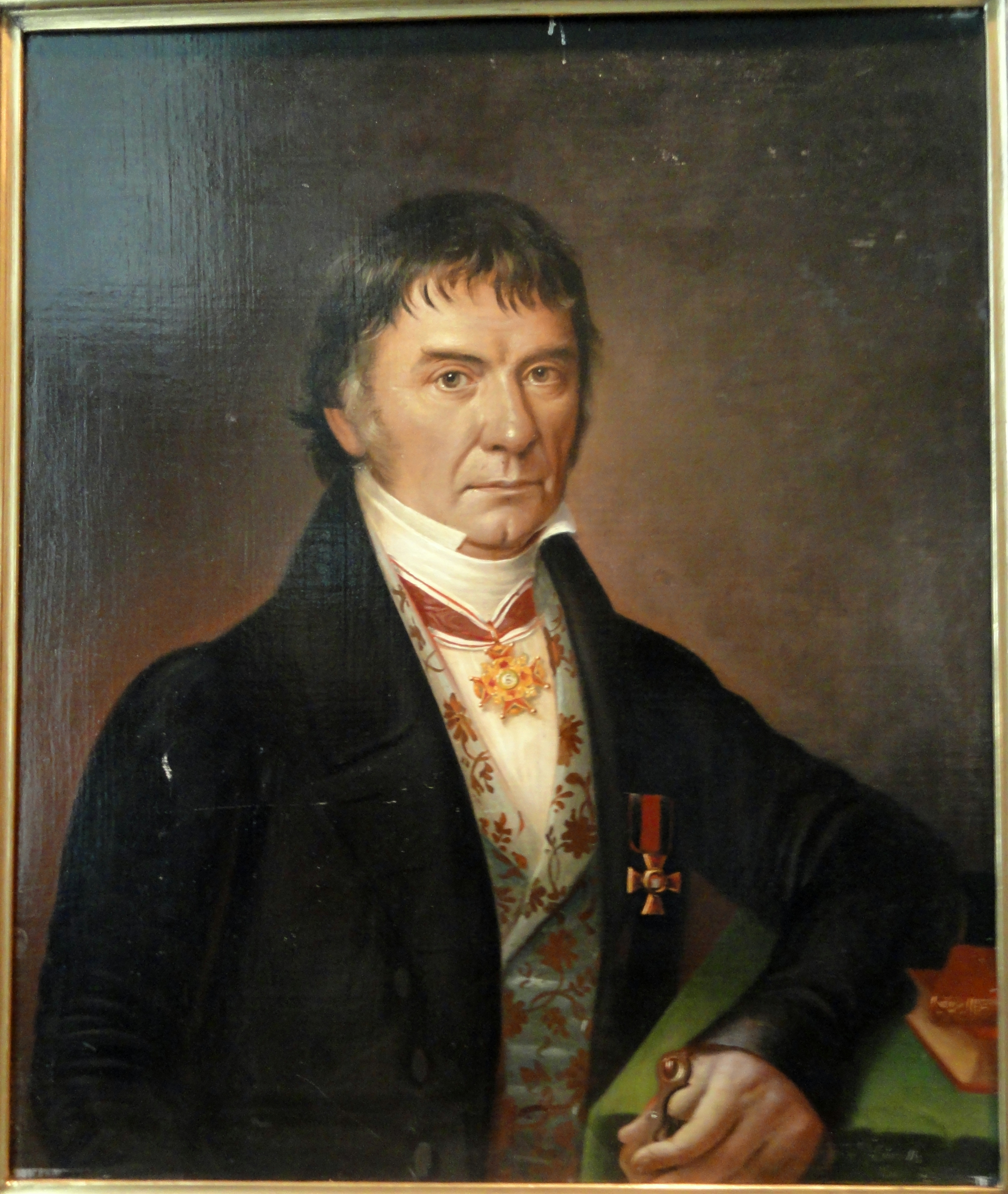
Bildnis C. R. Sahlberg (von Johan Erik Lindh)

Carl Reinhold Sahlberg (* 22. Januar 1779 in Eura, Schweden; † 18. Oktober 1860 in Yläne, Russland) war ein finnlandschwedischer Naturwissenschaftler. Sein Autorenkürzel lautet „Sahlb.“

## Leben
Carl Reinhold Sahlberg war ein Sohn von Isak Reinhold Sahlberg und Lovisa Katarina Polviander. 1818 wurde er Professor für Ökonomie und Naturwissenschaften an der Akademie zu Turku. Hier baute er eine entomologische Sammlung (vornehmlich Käfer) auf. Nach dem Brand von Turku 1827 ging Sahlberg an die Universität nach Helsinki. Er baute die verloren gegangene Sammlung neu auf, spielte eine wichtige Rolle beim Aufbau des Botanischen Gartens der Universität und gründete mit seinen Schülern die Societas pro fauna et flora fennica. Seine Sammlung befindet sich heute im finnischen Museum für Naturgeschichte in Helsinki.
1807 heiratete Sahlberg Johanna Sofia Björkfors. Der Sohn Reinhold Ferdinand (1811–1874) wurde ebenfalls Naturwissenschaftler und Forschungsreisender. Sein Enkel John Reinhold (1845–1920) wurde Botaniker und Zoologe an der Universität Helsingfors.

## Mitgliedschaften
Als 1838 La Société Cuvierienne gegründet wird, war er eines der 140 Gründungsmitglieder der Gesellschaft.

## Schriften
- Dissertatio academica quaestionem examinans: an Lichenes detrimento sint arboribus? 1802
- Specimen academicum, observations quaedam de hordei in borealibus terries culti cito maturescendi habitu et in re nostra rustica usu sistens. 1817
- Dissertatio entomologica Insecta Fennica enumerans. I-II. 1817–1839
- Periculum entomographicum species insectorum nondum descriptas proponens. 1–5. 1823
- Om fruktträdgårdars anläggande. 1856